# Corumbela
Corumbela es una localidad española de la provincia de Málaga, Andalucía. Se trata de un núcleo de origen desconocido, aunque se cree que estuvo poblado por tribus íberas. Su nombre es romano y significa paloma.
En la actualidad, cuenta con unos 300 habitantes, debido a que nunca se recuperó de dos desastres naturales ocurridos a finales del siglo XIX: la plaga de la filoxera, enfermedad que afecto a las viñas, y un fuerte terremoto, que afectaron gravemente a su economía y que provocaron una intensa emigración.
Está situado a 632 metros de altitud, lo que da lugar a unas grandes vistas a todas las direcciones, incluso vistas al Mediterráneo.

Corumbela cuenta con unos paisajes con los que se puede disfrutar en su totalidad del esplendor de la Naturaleza, ya que está justo al lado del parque natural de Tejeda, Almijara y Alhama.

## Toponimia
Hasta finales del siglo XX, el municipio era llamado Corrumbela.

## Historia
En 1493 los Reyes Católicos, tras la total Conquista del Reino Nazarí de Granada entregaron Corumbela, como pago de servicios, a Diego Fernández de Córdoba, segundo conde de Cabra. Con posterioridad pasa a pertenecer a la Casa Ducal de Medinaceli, que sería la poseedora del Señorío hasta su desaparición, que se produce en el año 1811 cuando las Cortes de Cádiz prohíben los Señoríos. Desde esta fecha hasta 1868 tuvo su propio concejo, aunque en este año se produjo una agrupación de nuevos términos municipales, pasando el de Corumbela a unirse al de Sayalonga, donde radica hoy en día el Ayuntamiento.

## Geografía humana

### Demografía
| Gráfica de evolución demográfica de Corumbela entre 1842 y 1860 |
| |
| Población de derecho según los censos de población del INE Población de hecho según los censos de población del INEEntre el censo de 1877 y el anterior, este municipio desaparece porque se integra en el municipio 29086 (Sayalonga) |

## Monumentos
El monumento de más importancia en Corumbela es, sin duda, su iglesia con el Alminar de arte Mudéjar.
La iglesia registra todas las características de haber sido Mezquita.Pero es sin duda el Alminar el que más fielmente conserva la arquitectura de la que ya hemos hablado de arte Mudéjar.
Está construido de mampostería de gruesas piedras planas cruzadas por hiladas de ladrillos. Su interior posee de una muy buena conservación.
Otro paraje de visita en Corumbela es el conocido como el de "Las 3 Fuentes", lugar donde corre el agua natural y cristalina. Es aquí donde se reunía la gente para recoger el agua para beber. Esta se encuentra a las afueras del pueblo.  

## Gastronomía
Corumbela cuenta con una rica agricultura y gastronomía. Su gastronomía es muy rica y variada, destacando el potaje de hinojos, regado todo con un buen vino del terreno. Son muy buenas las morcillas así como el pan cateto elaborado en horno de leña como antaño.

## Fiestas
- Las fiestas de Corumbela se realizan en honor a San Antón, el primer fin de semana de julio. Para ello realizan la edición de un libro publicitario con las empresas y negocios de la zona incluyendo el programa para los 3 días, que es repartido por el pueblo y los establecimientos semanas antes de que tenga lugar la fiesta.
- La Semana Santa, en Corumbela tiene su principal actividad en tres días: el Jueves Santo salen en procesión la Virgen Dolorosa y el Nazareno del Perdón. En Viernes Santo hace su salida la Virgen Dolorosa y el Cristo Crucificado y por último el Domingo de Resurrección sale el Cristo Resucitado acompañado de nuevo de la Virgen Dolorosa.